# Ter Aar
Ter Aar  è una località olandese situata nel comune di Nieuwkoop, nella provincia dell'Olanda meridionale.

## Storia
Ter Aar è stato un comune autonomo fino al 1º gennaio 2007 quando è stato assorbito assieme a Liemeer dal comune di Nieuwkoop.

### Simboli
Lo stemma del comune di Ter Aar era stato concesso con decreto ministeriale del 28 dicembre 1859, su proposta della Corte Suprema della Nobiltà. In seguito alla fusione municipale lo stemma è rimasto in uso fino al 1º gennaio 2007. 
La figura della volpe è stata ripresa dallo stemma del baliato di Voshol a cui Ter Aar apparteneva fino al 1834, insieme a Zwammerdam e Reeuwijk.